# الرابطة الإسلامية الباكستانية (ض)
الرابطة الإسلامية الباكستانية (ضياء الحق الشهيد) (بالأردوية: پاکستان مسلم لیگ (ض))‏ هو حزب سياسي في باكستان تشكل في عام 2002. سُمي على اسم الجنرال ضياء الحق رئيس باكستان من 1978 إلى 1988. في الانتخابات العامة لعام 2002 فاز الحزب بمقعد واحد في الجمعية الوطنية، واندمج مع الرابطة الإسلامية الباكستانية (ق) بقيادة برويز مشرف. حصلت محمد إعجاز الحق قائد الحزب على وزارة الشؤون الدينية الاتحادية. انفصل الحزب عن حزب برويز مشرف في فبراير 2010.
في مارس 2010 نجح الحزب في الطعن في الانتخابات الفرعية التي أجريت في بهاولنجر لعضو مجلس مقاطعة البنجاب، مما أزعج حزب الشعب الباكستاني. خولال فيضانات عام 2010 قام الحزب بتوزيع مواد الإغاثة بقيمة ملايين الروبيات في جنوب البنجاب.
وفي 9 أكتوبر 2011 أصبح الحزب الوحيد الذي يدعم حزب الرابطة الإسلامية الباكستانية (ن) في حل جمعية البنجاب واستباق فوز حزب الشعب الباكستاني المتوقع في انتخابات مجلس الشيوخ لعام 2012.

## التاريخ الانتخابي

### انتخابات الجمعية الوطنية
| انتخاب | الأصوات | ٪     | المقاعد | +/– |
| ------ | ------- | ----- | ------- | --- |
| 2002   | 78,798  | 0.27٪ | 1 / 342 | ▲ 1 |
| 2013   | 128,510 | 0.28٪ | 1 / 342 | ▲ 1 |
| 2018   | 1,406   | 0.00٪ | 0 / 342 | ▼ 1 |